# Rosse (Mondkrater)
Rosse ist ein kleiner, schüsselförmiger Einschlagkrater im Osten der Mondvorderseite, in der Ebene des Mare Nectaris, nordöstlich des Kraters Fracastorius.
| Buchstabe | Position           | Durchmesser | Link |
| --------- | ------------------ | ----------- | ---- |
| C         | 18,56° S, 34,41° O | 4 km        |      |

Der Krater wurde 1935 von der IAU nach dem irischen Astronomen William Parsons, 3. Earl of Rosse offiziell benannt.